# Murdannia audreyae
Murdannia audreyae är en himmelsblomsväxtart som beskrevs av Robert Bruce Faden. Murdannia audreyae ingår i släktet Murdannia och familjen himmelsblomsväxter.
Artens utbredningsområde är Sri Lanka. Inga underarter finns listade.